# I'll Be Your Mirror (album)
I'll Be Your Mirror: A Tribute to The Velvet Underground & Nico je tributní album složené z coververzí písní z alba The Velvet Underground & Nico (1967) americké rockové kapely The Velvet Underground. Přispěli na něj například Michael Stipe z R.E.M., Matt Berninger z The National, Thurston Moore ze Sonic Youth, Sharon Van Etten a Iggy Pop. Jde o poslední projekt producenta Hala Willnera, zemřelého v roce 2020. Nejde o první tributní album věnované kapele The Velvet Underground, v minulosti vyšlo již třídílné album Heaven & Hell (1990–1992), později zkrácené na desku Fifteen Minutes (1994).

## Seznam skladeb
(Interpreti za názvem písně.)
| Pořadí | Název                                                  | Autor                                            | Producent                               | Délka |
| ------ | ------------------------------------------------------ | ------------------------------------------------ | --------------------------------------- | ----- |
| 1.     | Sunday Morning (Michael Stipe)                         | John Cale, Lou Reed                              | Hal Willner a Michael Stipe             | 3:50  |
| 2.     | I'm Waiting for the Man (Matt Berninger)               | Reed                                             | Sean O'Brien                            | 3:44  |
| 3.     | Femme Fatale (Sharon Van Etten)                        | Reed                                             | Daniel Knowles a Sharon Van Etten       | 4:43  |
| 4.     | Venus in Furs (Andrew Bird a Lucius)                   | Reed                                             | Andrew Bird, Holly Laessig a Jess Wolfe | 6:55  |
| 5.     | Run Run Run (Kurt Vile)                                | Reed                                             | Kurt Vile a Rob Laakso                  | 6:59  |
| 6.     | All Tomorrow's Parties (St. Vincent a Thomas Bartlett) | Reed                                             | St. Vincent a Thomas Bartlett           | 4:52  |
| 7.     | Heroin (Thurston Moore a Bobby Gillespie)              | Reed                                             | Thurston Moore                          | 7:24  |
| 8.     | There She Goes Again (King Princess)                   | Reed                                             | King Princess a Mike Malchicoff         | 3:29  |
| 9.     | I'll Be Your Mirror (Courtney Barnett)                 | Reed                                             | Courtney Barnett                        | 2:27  |
| 10.    | The Black Angel's Death Song (Fontaines D.C.)          | Cale, Reed                                       | Dan Carey                               | 3:12  |
| 11.    | European Son (Iggy Pop a Matt Sweeney)                 | Cale, Sterling Morrison, Reed, Maureen Tuckerová | Matt Sweeney                            | 7:45  |

## Obsazení
- Jorge Balbi – bicí
- Courtney Barnett – zpěv, kytara
- Thomas Bartlett – klavír, mellotron, syntezátor
- Matt Berninger – zpěv
- Andrew Bird – zpěv, housle
- Grian Chatten – zpěv, nůžky
- Tom Coll – bicí
- Conor Curley – kytara, harmonium
- Charley Damski – aranžmá smyčců
- Conor Deegan – baskytara, klavír
- John Falco – bicí
- Jonah Feingold – kytara
- Bill Frisell – kytara
- Bobby Gillespie – zpěv
- Devin Hoff – basa
- Marta Honer – housle, viola
- King Princess – zpěv, baskytara, doprovodné vokály
- Sam KS – bicí
- Rob Laakso – baskytara, kytara, syntezátor, doprovodné vokály
- Holly Laessig – zpěv
- Garret Lang – kontrabas
- Andy LeMaster – baskytara, syntezátor, perkuse, doprovodné vokály
- Heather McIntosh – violoncello
- Thurston Moore – kytara, aranžmá
- Sean O'Brien – kytara, mandolína, klavír
- Carlos O'Connell – kytara, klavír
- Brad Oberhofer – doprovodné vokály, klávesy, bicí, perkuse
- Angel Olsen – doprovodné vokály
- Iggy Pop – zpěv, kytara
- Kyle Spence – bicí, perkuse
- St. Vincent – zpěv
- Lynda Stipe – doprovodné vokály
- Michael Stipe – zpěv
- Matt Sweeney – kytara, baskytara
- Jesse Trbovich – kytara, doprovodné vokály
- Sharon Van Etten – zpěv, klavír
- Kurt Vile – zpěv, kytara, mellotron
- Doug Wieselman – klarinet
- Hal Willner – smyčce
- Jess Wolfe – zpěv